# Tingxiandu (köpinghuvudort i Kina, Hunan Sheng, lat 29,59, long 111,63)
Tingxiandu är en köpinghuvudort i Kina. Den ligger i provinsen Hunan, i den södra delen av landet, omkring 200 kilometer nordväst om provinshuvudstaden Changsha. Antalet invånare är 17 016. Befolkningen består av 8 532 kvinnor och 8 484 män. Barn under 15 år utgör 12,0 %, vuxna 15-64 år 73 %, och äldre över 65 år 13,0 %.
Runt Tingxiandu är det tätbefolkat, med 308 invånare per kvadratkilometer. Närmaste större samhälle är Xin'an, 13,9 km nordväst om Tingxiandu. Trakten runt Tingxiandu består till största delen av jordbruksmark.
Genomsnittlig årsnederbörd är 1 565 millimeter. Den regnigaste månaden är maj, med i genomsnitt 222 mm nederbörd, och den torraste är december, med 22 mm nederbörd.